# Choerophryne gunnari
Espèce
Synonymes
- Albericus gunnari Menzies, 1999

Statut de conservation UICN

 DD  : Données insuffisantes
Choerophryne gunnari est une espèce d'amphibiens de la famille des Microhylidae.

## Répartition
Cette espèce est endémique de Papouasie-Nouvelle-Guinée. Elle se rencontre sur l'Aieme Creek, un affluent de la Musgrave River, dans la Province centrale, à environ 450 m d'altitude, et sur les flancs ouest du mont Obree, entre 600 et 800 m d'altitude,.

## Étymologie
Cette espèce est nommée en référence à Gunnar.

## Publication originale
- Menzies, 1999 : A study of Albericus (Anura: Microhylidae) of New Guinea. Australian Journal of Zoology, vol. 47, no 4, p. 327-360.